# Diócesis de Getafe
La diócesis de Getafe (en latín: Dioecesis Xetafensis) es una circunscripción eclesiástica de la Iglesia católica en España. Se trata de una diócesis latina, sufragánea de la archidiócesis de Madrid. Desde el 3 de enero de 2018 su obispo es Ginés Ramón García Beltrán.

## Territorio y organización
La diócesis tiene 2707 km² y extiende su jurisdicción sobre los fieles católicos de rito latino residentes en 50 municipios del sur de la comunidad de Madrid, siendo la zona más poblada la de los municipios dentro del área metropolitana de Madrid. Geográficamente se encuentra en el centro de la meseta Central, en la parte septentrional de la submeseta Sur, en el sistema Central. Limita al oeste con Castilla y León (provincia de Ávila) y al este con Castilla-La Mancha (con la provincia de Guadalajara). La diócesis limita por el norte con la archidiócesis de Madrid el oeste con la de diócesis de Ávila, por el noreste con la diócesis de Alcalá de Henares y por el sur con la archidiócesis de Toledo.
La sede de la diócesis se encuentra en la ciudad de Getafe, en donde se halla la Catedral de Santa María Magdalena, que fue consagrada catedral el 23 de julio de 1995. En Cerro de los Ángeles se encuentra la basílica menor del Sagrado Corazón de Jesús, en donde se halla el monumento al Sagrado Corazón de Jesús, en el cual el rey Alfonso XIII consagró España al Sagrado Corazón de Jesús en 1919. La diócesis de Getafe, cuenta con una gran riqueza arquitectónica en iglesias, siendo varios de sus templos declarados Bien de Interés Cultural y Patrimonio Histórico de España.
En 2021 en la diócesis existían 124 parroquias agrupadas en 13 arciprestazgos:
| 1 2 3 4 5 6 7 8 9 10 11 12 13          | |                |
| Arciprestazgos                         | Municipios | Parroquias     |
| Getafe                                 | Getafe | 14             |
| Leganés                                | Leganés | 16             |
| Alcorcón                               | Alcorcón | 11             |
| Móstoles                               | Móstoles | 10             |
| Parla                                  | Parla | 5              |
| Fuenlabrada                            | Fuenlabrada | 10             |
| San Martín de Valdeiglesias            | San Martín de Valdeiglesias, Cadalso de los Vidrios, Colmenar del Arroyo, Chapinería, Pelayos de la Presa, Cenicientos, Navas del Rey, Rozas de Puerto Real | 8              |
| Navalcarnero                           | Navalcarnero, Villanueva de Perales, Villamantilla, Aldea del Fresno, El Álamo, Sevilla la Nueva, Villa del Prado, Villamanta                               | 8              |
| Villaviciosa de Odón                   | Villaviciosa de Odón, Boadilla del Monte, Brunete, Quijorna, Villanueva de la Cañada                                                                        | 10             |
| Griñón                                 | Griñón, Arroyomolinos, Batres, Cubas de la Sagra, Moraleja de Enmedio, Serranillos del Valle, Humanes de Madrid, Casarrubuelos                              | 9              |
| Valdemoro                              | Valdemoro, Pinto, San Martín de la Vega, Torrejón de Velasco, Torrejón de la Calzada, Ciempozuelos, Titulcia                                                | 12             |
| Chinchón                               | Chinchón, Valdelaguna, Belmonte de Tajo, Villaconejos, Colmenar de Oreja                                                                                    | 5              |
| Aranjuez                               | Aranjuez | 4              |
| 13 arciprestazgos                      | 48 municipios | 123 parroquias |
| Fuente: Conferencia Episcopal Española | |                |

### Medios de comunicación
La diócesis publica desde el año 1991 para las parroquias e iglesias de su jurisdicción, una revista mensual denominada Padre de Todos, con referencias a las celebraciones y otros temas de carácter religioso de la diócesis, así como la actividad del obispo.

### Formación sacerdotal

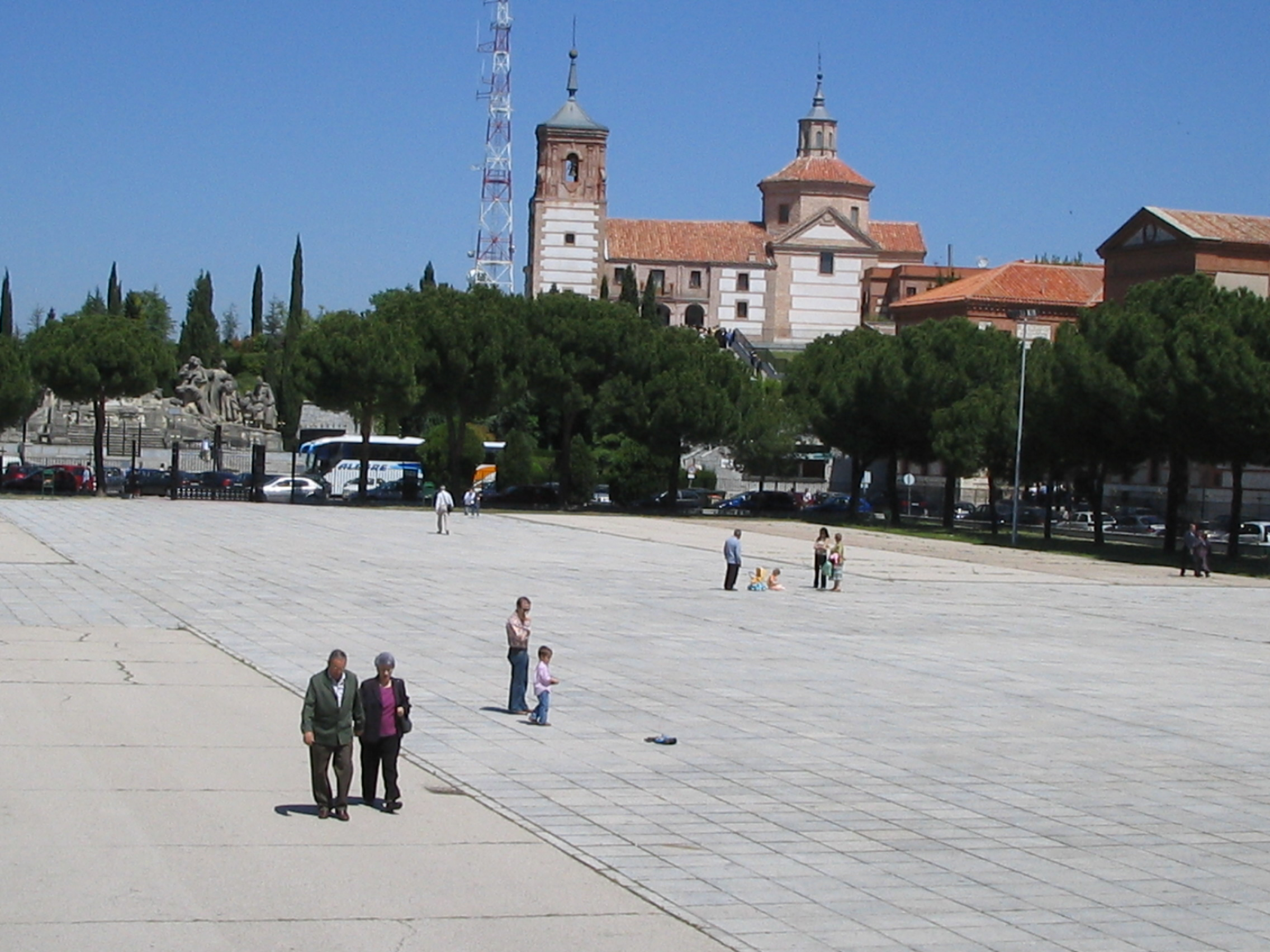
Seminario de Getafe (a la derecha de la ermita)

Para atender las aspiraciones al ministerio presbiteral, el obispado cuenta con dos centros de formación sacerdotal: 
- Seminario Diocesano Nuestra Señora de los Apóstoles: en la diócesis de Getafe los seminaristas aun dependían del Seminario Conciliar de Madrid. En octubre de 1992 el obispo Francisco José Pérez y Fernández-Golfín decidió abrir una comunidad de seminaristas de Getafe en su palacio episcopal. Al principio los 11 seminaristas se instalaron en Cubas de la Sagra (Madrid). Estos estaban bajo la tutela del sacerdote Rafael Zornoza Boy, secretario del obispo. Aun así, los seminaristas se seguían desplazando para estudiar a Madrid. Tras dos años en Cubas de la Sagra, el Seminario Diocesano de Getafe se muda al Cerro de los Ángeles. El primer año contó con 39 seminaristas. Con ocasión de la fiesta de San José, el seminario "Ntra. Sra. de los Apóstoles"[6] fue erigido por el obispo, el 19 de marzo de 1994 siendo su primer rector Rafael Zornoza Boy.

- Colegio-seminario de Rozas: el edificio fue construido en 1931 como residencia de verano de los seminaristas. Su nombre original era Colegio Arzobispal de la Inmaculada y San Dámaso Seminario de Santa María. En 1964 pasó a ser uno de los tres seminarios menores de la archidiócesis de Madrid. En 1991 pasa a cargo de la nueva diócesis de Getafe como seminario menor. Su primer rector fue el sacerdote Manuel Vargas Cano de Santayana.[7]

## Historia

### Antecedentes
A comienzos del mandato del cardenal Vicente Enrique y Tarancón, en 1972 la Delegación de Sociología religiosa de la archidiócesis de Madrid realizó un estudio sociológico y demográfico de la provincia, que reflejó la necesidad de reestructurar la archidiócesis. Desde sus inicios, la jurisdicción no varió pero sí que fue aumentando demográficamente su población, tanto en la capital como en los núcleos periféricos. Para hacer frente a este problema, el cardenal Tarancón propuso erigir 10 diócesis distintas con carácter colegial entre ellas, propuesta que fue rechazada debido a la anárquica distribución de la periferia de Madrid. Se crearon las vicarías territoriales, siendo un total de nueve hasta el 20 de enero de 1978, cuando se crean las vicarías X (Alcalá de Henares), XI (Alcorcón-Móstoles) y XII (Legazpi-Villaverde). Aun así, las constantes reestructuraciones de las fronteras de las vicarias reflejaron la necesidad inmediata de la erección de nuevas diócesis. Se nombró un vicario general para las vicarias del sur y el este, cargo que desempeñó José Manuel Estepa Llaurens. En 1983 Ángel Suquía Goicoechea pasó a ser el nuevo arzobispo de Madrid, y durante su mandato se creó la comisión de estudio para la división de la archidiócesis.
En 1979 la Asamblea Plenaria de la Conferencia Episcopal Española, siguiendo los principios de la Christus Dominus, inició un estudio sobre la planificación de las diócesis de provincias eclesiásticas, con el objetivo de revisarlos, dividir, desmembrar o unir límites. La Comisión Central para el estudio de los límites de Diócesis y Provincias eclesiásticas encargada propuso estudiar las alternativas de división de la archidiócesis. Entre las principales razones se encontraba el hecho de que según el Código de Derecho Canónico, toda archidiócesis tiene que tener diócesis sufragáneas con las que conforme la provincia eclesiástica.
En 1985 el Consejo Episcopal de Madrid-Alcalá acordó crear una comisión para estudiar la división. Se empezó a recopilar información de las distintas vicarías. La primera idea era erigir una nueva diócesis, pero, visto el gran crecimiento demográfico de la archidiócesis de Madrid, se decidió erigir una segunda diócesis al sur de Madrid. En 1986 se realizó una encuesta al clero con el fin de consultarles sobre una posible incardinación en las futuras diócesis. En abril de 1988 la Conferencia Episcopal Española, reunida en asamblea plenaria, aprobó la erección de la nueva provincia eclesiástica, cuya cabeza sería Madrid. El cardenal Suquía se reunió en el seminario de Rozas de Puerto Real con el clero de las vicarias XI y XII, para comunicarles la división de la archidiócesis. Pese al manifiesto rechazo, el clero asumió la decisión.
A comienzos de 1991 el nuncio en España convocó a Francisco José Pérez y Fernández-Golfín, entonces obispo auxiliar de Madrid-Alcalá, para comunicarle su futuro nombramiento por parte de la Santa Sede como primer obispo de Getafe. El nuncio se lo comunicó de la siguiente manera:

Monseñor, el Santo Padre necesita un cirineo en Getafe

 Esta afirmación reflejó la gran dificultad que supondría estructurar una diócesis tan extensa y con una población en constante movimiento por la emigración.

### Erección
El 23 de julio de 1991 el papa Juan Pablo II promulgó la bula Matritensem praeclaram por la que erigió la diócesis de Getafe, obteniendo el territorio de la archidiócesis de Madrid, que adquirió el rango de archidiócesis metropolitana de la provincia eclesiástica de Madrid. Se concedió un periodo de cinco años para que los clérigos que quisieran pudieran incardinarse en cualquiera de las nuevas diócesis.
El primer obispo, Francisco José Pérez y Fernández-Golfín, tomó posesión de la diócesis el 12 de octubre de 1991 en la catedral, acompañado del nuncio Mario Tagliaferri, el arzobispo de Madrid, Ángel Suquía y 10 prelados más. La hasta entonces iglesia parroquial de Santa María Magdalena fue elevada a catedral y se consagró canónicamente el 23 de julio de 1995. 
A partir de 1992 comenzó a estructurar la diócesis: nombró a los primeros vicarios y al vicario general de la diócesis, Joaquín María López de Andújar y Cánovas del Castillo. Designó a los primeros arciprestes y el 19 de marzo de 1994 se crea para la formación de los sacerdotes el seminario diocesano Nuestra Señora de los Apóstoles. Su primer rector fue el secretario del nuevo obispo, Rafael Zornoza Boy. Contó con la colaboración del ayuntamiento de Getafe, que ofreció una sede para el obispado, cercano a la catedral. Hasta que se estableció la residencia y el seminario en el Cerro de los Ángeles, residió en Cubas de la Sagra junto a los seminaristas. Dada la gran distancia, iba dos días a la semana a Alcorcón, donde despachaba en la antigua sede de la vicaría XII. Ese mismo año creó el Consejo presbiteral, la Administración de justicia, el colegio de consultores y el consejo de asuntos económicos. Durante sus doce años de obispo, se crearon 26 parroquias. Puso en marcha las delegaciones, caritas diocesana y el Centro diocesano de Teología.
El 30 de noviembre de 1997 el obispo, tras consultar a parte de la población diocesana, nombró a Nuestra Señora de los Ángeles como patrona de Getafe. 
El 10 de octubre de 1998 se ordenaron los últimos sacerdotes en la catedral. En 1999 se cerró la catedral para iniciarse las obras de rehabilitación, que se demoraron hasta 2007. A partir de entonces, las ordenaciones y las consagraciones episcopales se celebrarían en el santuario del Cerro de los Ángeles.

### sigloXXI

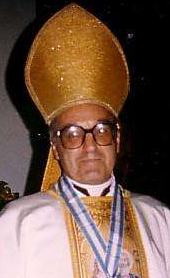
Francisco José Pérez y Fernández-Golfín, primer obispo de Getafe

El 22 de febrero del 2000 se solicitó formalmente la coronación canónica de Nuestra Señora de los Ángeles. El 24 de marzo de 2002 el obispo Francisco se la solicitó a Juan Pablo II. Tras dos años desde el inicio del proceso, la Congregación para el Culto Divino dio su aprobación el 24 de abril de 2002. El 19 de mayo se celebró la misa de coronación en la Base Aérea de Getafe.
El 19 de marzo de 2001 Juan Pablo II nombró Arcavica y auxiliar de Getafe a Joaquín María López de Andújar y Cánovas del Castillo, hasta entonces vicario de la diócesis. Fue consagrado obispo el 6 de mayo siguiente.
En su quinto viaje a España, Juan Pablo II celebró en Madrid el 4 de mayo de 2003 la misa de canonización de cinco nuevos santos, entre ellos santa Maravillas de Jesús, cuya tumba se encuentra en la diócesis y que fundó varios conventos en España, uno de ellos en el Cerro de los Ángeles.
El 24 de febrero de 2004 falleció el obispo de Getafe. El funeral se ofició el 27 de febrero, presidido por el arzobispo de Madrid Antonio María Rouco Varela y concelebrado por otros 22 obispos y 400 sacerdotes. El 29 de octubre la Nunciatura Apostólica hace público el nombramiento del obispo auxiliar como nuevo obispo de la diócesis. La toma de posesión se realiza el 19 de diciembre en el santuario del Cerro de los Ángeles.
El 13 de diciembre de 2005 el rector del seminario, Rafael Zornoza Boy, fue nombrado obispo titular de Mentesa y auxiliar de Getafe. Fue consagrado obispo el 5 de febrero de 2006.
El 22 de febrero del 2007 Benedicto XVI nombró Prelado de Honor de Su Santidad a Ernesto Luis Senovilla Velasco, párroco de Santa María Magdalena y deán de la catedral desde 1989 hasta 2007. El 23 de febrero siguiente se celebró una misa de acción de gracias por la reapetura de la catedral, tras 7 años de obras. El acto fue presidido por el arzobispo de Madrid y los obispos de Getafe y Alcalá, junto con los auxiliares de Madrid y Getafe, el arzobispo castrense y el nuncio papal.

En 2009 se celebró el 90 aniversario de la consagración de España al Sagrado Corazón de Jesús, que fue realizada en el monumento al Sagrado Corazón de Jesús del Cerro de los Ángeles por el rey Alfonso XIII. El 20 de junio se celebró una vigilia de adoración en la basílica del Cerro. El día 21 se celebró una misa presidida por el arzobispo de Madrid, junto con parte del episcopado español y jóvenes de las distintas diócesis españolas.
El 15 de marzo de 2010 la Congregación para las Causas de los Santos autorizó la apertura del proceso de beatificación del primer obispo de Getafe.
El 29 de marzo de 2009 se procesó una petición para celebrar un año mariano en Getafe, con motivo del 400 aniversario de la entrega de la imagen de la Virgen de los Ángeles al párroco de iglesia de la Magdalena. La Penitenciaría Apostólica aprobó la celebración del jubileo el 4 de noviembre. El 7 de diciembre de 2010 se bendijo la puerta santa de la ermita de Nuestra Señora de los Ángeles y al día siguiente se inicia el jubileo.
El 30 de agosto de 2011 el obispo auxiliar, Rafael Zornoza, fue nombrado obispo de Cádiz y Ceuta. El 6 de julio de 2012 Benedicto XVI nombró obispo titular de Mentesa y auxiliar de Getafe al sacerdote de la archidiócesis de Toledo, José Rico Pavés. Fue consagrado obispo el 21 de septiembre.
Con motivo del 25 aniversario de la erección canónica de la diócesis en 2015, el obispo, Joaquín María, puso en marcha una Gran Misión Diocesana, la cual se dividió en el Año de la Fe (2012-2013), convocado por Benedicto XVI; el Año de la Esperanza (2013-2014); el Año de la Caridad (2014-2015) y la Gran Misión en ese mismo año, con el objetivo de llevar las corrientes de la nueva evangelización a todos los laicos y ministros diocesanos. El 3 de junio de 2016, aniversario de la provincia eclesiástica, se realizó una ceremonia conjunta de las tres diócesis en el Cerro de los Ángeles, presidida por el arzobispo de Madrid y por los obispos titulares y auxiliares de Getafe y Alcalá.
El 13 de septiembre de 2017 el obispo Joaquín María presentó su renuncia al papa Francisco como obispo de Getafe al cumplir los 75 años, edad estipulada para presentarla según el Código de Derecho Canónico. El 3 de enero de 2018 la Santa Sede hizo pública la aceptación de la renuncia y el nombramiento de Ginés Ramón García Beltrán, hasta entonces obispo de Guadix, como su sucesor.
Ginés Ramón García Beltrán, actual obispo, fue nombrado el 3 de enero de 2018 y tomó posesión el 24 de febrero siguiente. Como obispo auxiliar de la diócesis se desempeña José Rico Pavés, nombrado por Benedicto XVI el 6 de julio de 2012, asignándole la sede titular de Mentesa. El 21 de septiembre de 2012 recibió la ordenación episcopal. Fue el último obispo nombrado por Benedicto XVI para España.

## Estadísticas
Según el Anuario Pontificio 2022 la diócesis tenía a fines de 2021 un total de 1 238 945 fieles bautizados.
| Año                                                                             | Población            | Población | Población      | Sacerdotes | Sacerdotes    | Sacerdotes    | Bautizados por sacerdote | Diáconos permanentes | Religiosos | Religiosos | Parroquias |
| Año                                                                             | Bautizados católicos | Total     | % de católicos | Total      | Clero secular | Clero regular | Bautizados por sacerdote | Diáconos permanentes | Varones    | Mujeres    | Parroquias |
| ------------------------------------------------------------------------------- | -------------------- | --------- | -------------- | ---------- | ------------- | ------------- | ------------------------ | -------------------- | ---------- | ---------- | ---------- |
| 1999                                                                            | 639 500              | 1 122 601 | 57.0           | 243        | 119           | 124           | 2631                     | 3                    | 125        | 691        | 75         |
| 2000                                                                            | 649 000              | 1 140 065 | 56.9           | 245        | 110           | 135           | 2648                     | 3                    | 136        | 691        | 109        |
| 2001                                                                            | 1 047 613            | 1 192 774 | 87.8           | 258        | 122           | 136           | 4060                     | 3                    | 137        | 691        | 109        |
| 2002                                                                            | 1 047 613            | 1 192 774 | 87.8           | 223        | 165           | 58            | 4697                     | 3                    | 59         | 691        | 119        |
| 2003                                                                            | 1 118 890            | 1 243 212 | 90.0           | 237        | 162           | 75            | 4721                     | 5                    | 118        | 548        | 119        |
| 2004                                                                            | 1 161 590            | 1 290 656 | 90.0           | 264        | 182           | 82            | 4399                     | 4                    | 155        | 624        | 119        |
| 2006                                                                            | 1 229 101            | 1 365 668 | 90.0           | 275        | 194           | 81            | 4469                     | 4                    | 140        | 560        | 122        |
| 2013                                                                            | 1 391 000            | 1 545 000 | 90.0           | 283        | 232           | 51            | 4915                     | 6                    | 101        | 618        | 123        |
| 2016                                                                            | 1 419 027            | 1 576 697 | 90.0           | 312        | 241           | 71            | 4548                     | 7                    | 115        | 561        | 123        |
| 2019                                                                            | 1 447 500            | 1 609 178 | 90.0           | 284        | 238           | 46            | 5096                     | 9                    | 92         | 480        | 124        |
| 2021                                                                            | 1 238 945            | 1 651 926 | 75.0           | 311        | 234           | 77            | 3983                     | 9                    | 125        | 476        | 124        |
| Fuente: Catholic-Hierarchy, que a su vez toma los datos del Anuario Pontificio. |                      |           |                |            |               |               |                          |                      |            |            |            |

Además, durante el curso 2017-2018 se formaron 30 seminaristas en el Seminario Mayor Diocesano.

## Episcopologio

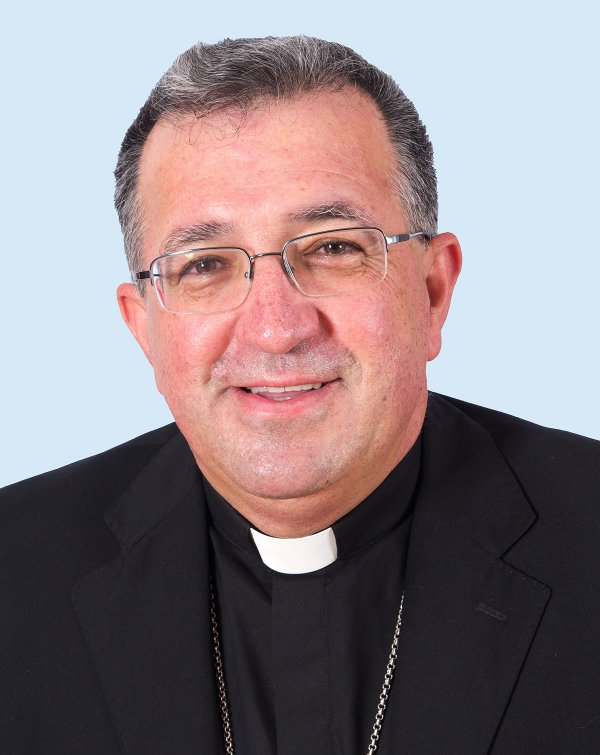
Ginés Ramón García Beltrán, obispo de Getafe

La diócesis de Getafe ha estado gobernada por los prelados siguientes:
| Título | Nombre                                                | Período                                   | Destino  |
| Obispo | Francisco José Pérez y Fernández-Golfín †             | 23 de julio de 1991-24 de febrero de 2004 | Falleció |
| Obispo | Joaquín María López de Andújar y Cánovas del Castillo | 29 de octubre de 2004-3 de enero de 2018  | Retirado |
| Obispo | Ginés Ramón García Beltrán                            | Desde el 3 de enero de 2018               |          |

Joaquín María López de Andújar y Cánovas del Castillo ha sido el obispo que más tiempo ha ocupado la cátedra episcopal, con casi 14 años de servicio pastoral.

## Santos y beatos de la diócesis
La diócesis de Getafe cuenta con 3 santos y 2 beatos:
- Santos:
  - Benito Menni O.H., (Milán, Italia, 11 de marzo de 1841-Dinan, Francia, 24 de abril de 1914) fue un sacerdote hospitalario de los Hermanos de San Juan de Dios y fundador de la Congregación Hermanas Hospitalarias del Sagrado Corazón de Jesús.
  - Maravillas de Jesús, (Madrid, 4 de noviembre de 1891-Getafe, 11 de diciembre de 1974) considerada una de las grandes místicas del siglo XX. Fundadora de varios monasterios del Carmelo.
  - P. Faustino Míguez Sch, P., (Celanova, 24 de marzo de 1831-Getafe, 8 de marzo de 1925) fue un presbítero Escolapio y fundador de la Instituto Calasancio Hijas de la Divina Pastora.

- Beatos:
  - Mª Ángeles de San José, (Getafe, 5 de marzo de 1905-Guadalajara, 24 de julio de 1936), Carmelita Descalza asesinada durante la guerra civil española y posteriormente beatificada.
  - Jacinto Hoyuelos González O.H., (Matarrepudio, Cantabria, 11 de septiembre de 1914-Ciempozuelos, Madrid, 19 de septiembre de 1936) fue un religioso perteneciente a la Orden Hospitalaria de San Juan de Dios, asesinado durante la guerra civil española y posteriormente beatificado.